# ストウ＝オン＝ザ＝ウォルド
ストウ＝オン＝ザ＝ウォルド (Stow-on-the-wold) は、イングランド・グロスタシャーにある商業地区かつ行政教区である。ここでは年に1度、モーグズベリー (Maugersbury) の村に面している大きな広場で、馬市が開かれている。この市は、1330年から行われているものであり、今なお人気の高い市となっている。

## 歴史

### 起源
ストウ＝オン＝ザ＝ウォルドの名は、ストウ・エドワードまたはエドワードストウと呼ばれる町の守護聖人、聖エドワードにちなむとされ、殉教者エドワードを指すと考えられている。
丘の上に位置し、鉄器時代に防御のための砦として始まったとされる。実際この地域には同様の要塞が多く、石器時代と青銅器時代の古墳がこの地域全体で見られる。この町が市場として作られる前は、モーガーズベリーが小教区の主要な貿易の集落だった可能性がある。もともと小さな集落は地元の修道院の修道院長によって管理されていたが、1107年にヘンリー1世によって最初の週市場が設立されたとき、収益をイブシャム修道院に送ることが命じられた。 

### 定期市

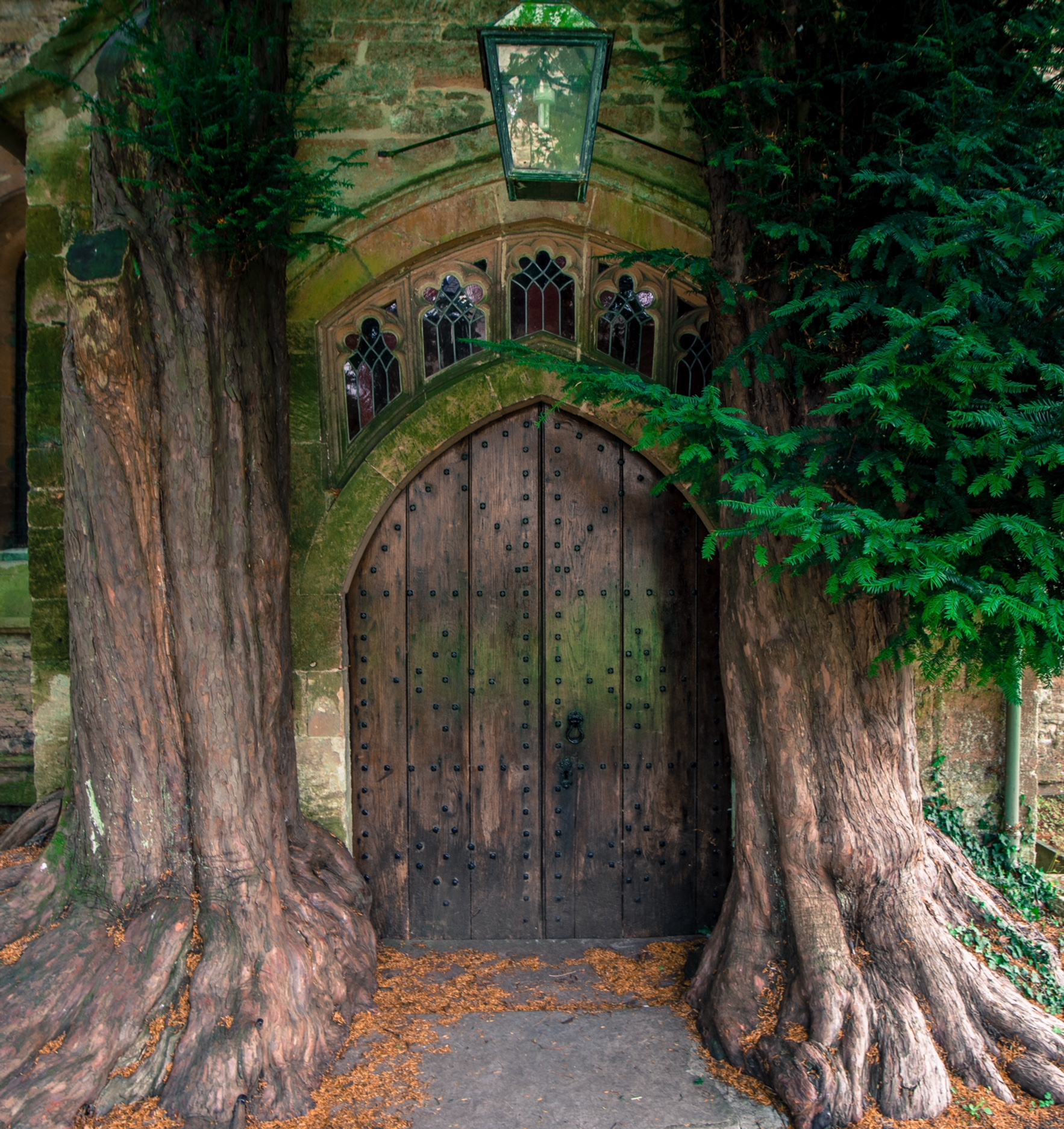
Ancient yew trees at the north porch of to St Edward's Church

1330年、エドワード3世は毎年8月に開かれる7日間の市場を設けた。1476年、エドワード4世は5月のセントフィリップとセントジェームスの祭りの2日前と2日後、および同様に10月にエドワード懺悔王（町に縁ある聖人）の祭りを2つの5日間の市に置き換えた。毎年恒例のチャーターフェアの目的は、ストウを貿易の地として確立し、貿易の機会を逃さないようにすることだった。これらの市は、今も町の中心である広場で開かれた。 
定期市の名声と重要性が増すにつれて、町も発展していった。家畜を扱う商人は多くの手作りの品を追加し、羊毛の取引は常にあった。  19世紀のある市場では2万頭の羊が取引されたと記録されている。建物の間を市場の広場に向かって走るいくつもの路地は、羊を放牧するために使用された。 

### ストウ＝オン＝ザ＝ウォルドの戦い
ストウはイギリス内戦で役割を果たした。この地域では多くの交戦が行われ、地元のセント・エドワード教会が1度被害を受けた。
1646年3月21日、内戦の第1期の最後の戦いがストウの北1マイルで行われた。最初の王党派の成功の後、議会軍は王党派の軍隊を圧倒し敗走させた。王党派は戦場から退きストウの町に戻り、そこを最後の戦いの場として市場の広場で降伏した。 ジェイコブ・アストリー卿が指揮する王族は敗北し、数百人の囚人がセント・エドワーズにしばらく監禁された。 

## 大衆文化

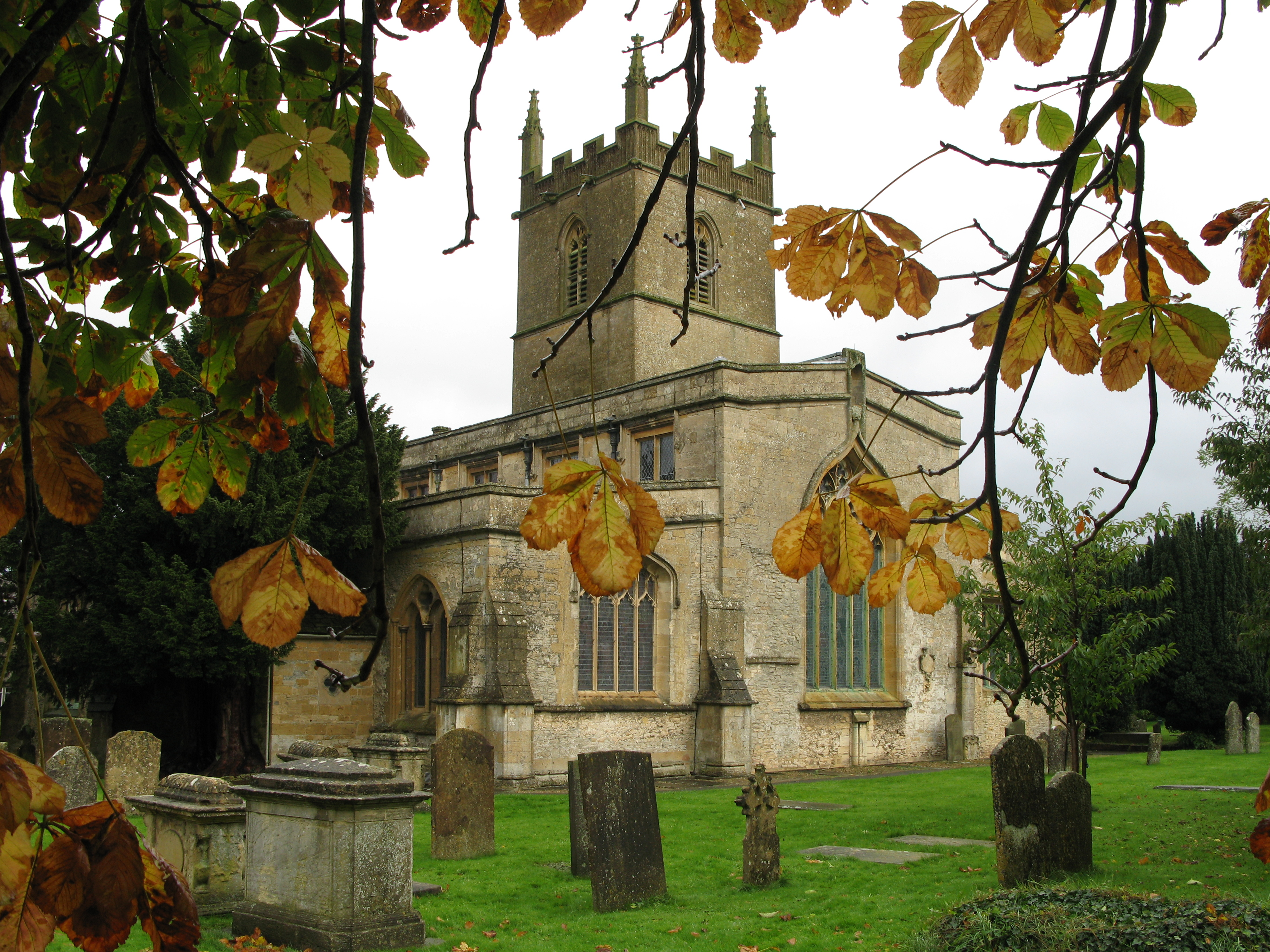
St Edward's Church

ストウ・ヒルの頂上には露出した場所があることから、この町は「冷たい風の吹くストウ＝オン＝ザ＝ウォルド」と呼ばれることがよくある。 
ストウ＝オン＝ザ＝ウォルドは、トップ・ギアのシリーズ6第11話、ジェレミー・クラークソンがフォード・Fシリーズを評価した際に取りあげられた。クラークソンが作中でアメリカの田舎と比較するイギリスの田舎として典型的であるため、会場として選ばれた。 